# Woynishet Girma

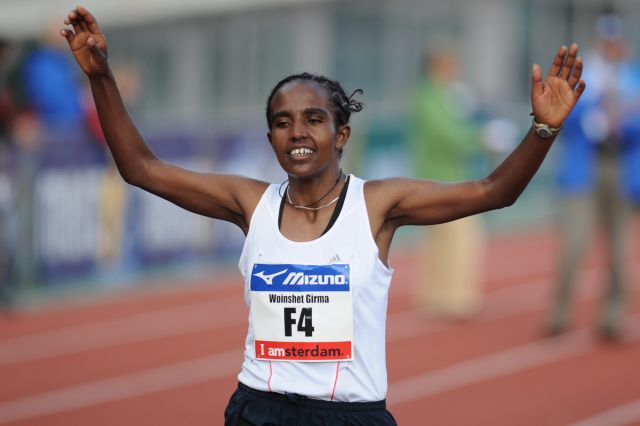
Woynishet Girma 2009 in Amsterdam

Woynishet Girma (* 1986) ist eine äthiopische Marathonläuferin.
2006 wurde sie Vierte beim Treviso-Marathon, Fünfte beim Stockholm-Marathon und Dritte beim Turin-Marathon, 2007 Zehnte beim Rom-Marathon und Vierte beim Addis-Abeba-Marathon und 2008 Dritte beim Alexander-der-Große-Marathon.
2009 gelang ihr ein Leistungssprung, als sie die Maratona di Sant’Antonio in 2:31:03 h gewann. Beim Amsterdam-Marathon blieb sie als Zweite mit 2:29:50 erstmals unter zweieinhalb Stunden.
Im darauffolgenden Jahr wurde sie Neunte beim Dubai-Marathon, steigerte sich als Vierte beim Boston-Marathon auf 2:28:36 und wurde in Amsterdam ebenfalls Vierte mit ihrem persönlichen Rekord von 2:27:51.